# ケリー・モーラン
ケリー・モーラン（英語: Kelly Moran）は、ブルックリンを拠点とするミュージシャン、作曲家、プロデューサー、マルチプレイヤーである。 彼女の音楽は、クラシック、エレクトロニック 、ミニマル・ミュージック、ジャズ、メタルなど多岐のジャンルに及ぶ。作品の多くでプリペアド・ピアノと呼ばれる特殊奏法を取り入れている。ワンオートリックス・ポイント・ネヴァーの公演「MYRIAD」にバンドメンバーとして参加。2018年、ワープ・レコーズと契約した。フィギュアスケート選手の羽生結弦のファン。

## 作曲スタイル

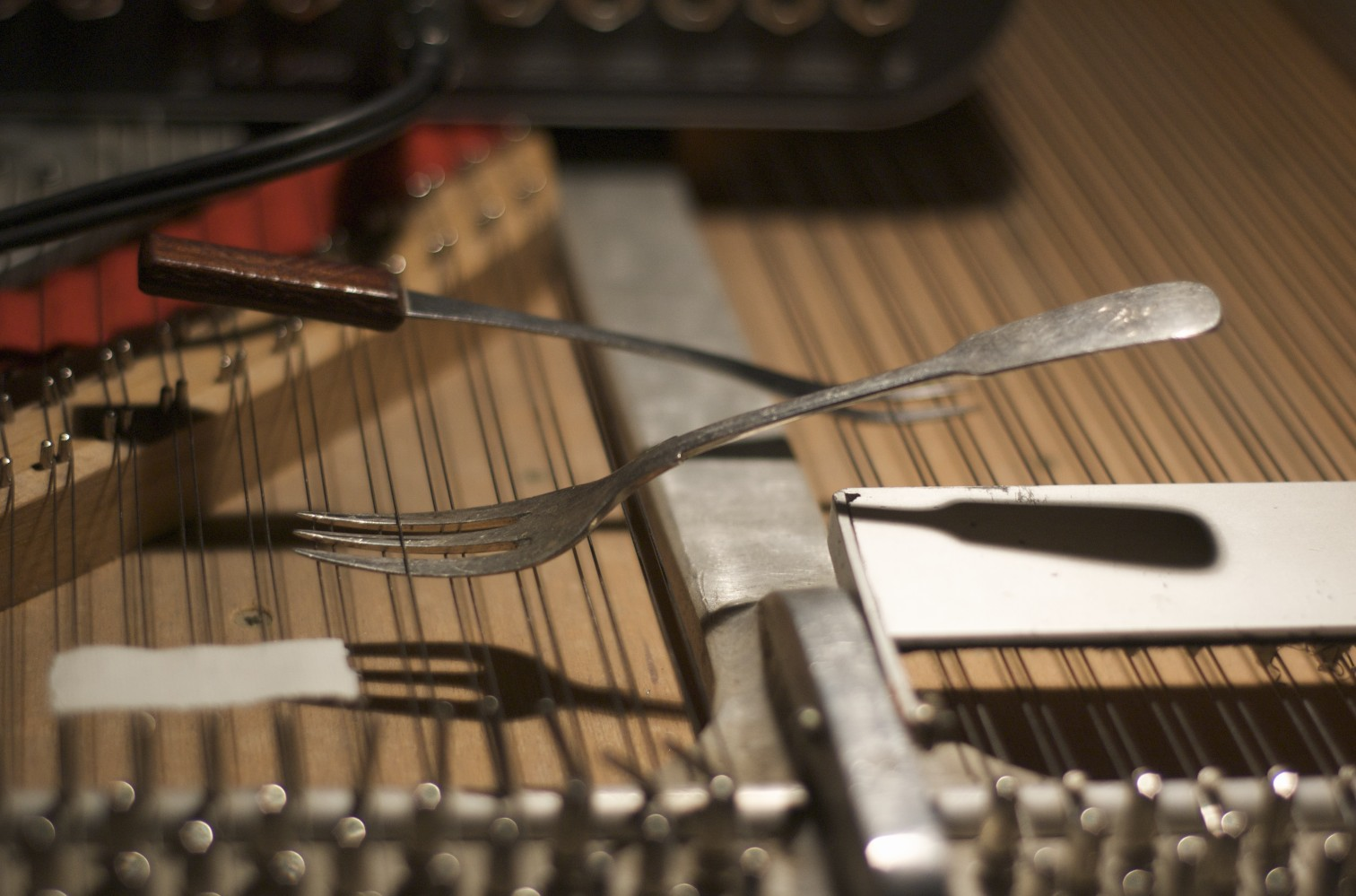
プリペアドピアノの例

作品の多くにプリペアド・ピアノと呼ばれる、グランドピアノの弦に物を乗せたり挟むことで音色や響きを変化させる特殊奏法を用いる。この手法はジョン・ケージとヘンリー・カウエルによって開発された。彼女の場合、ピアノ内にネジなどの物体を置き、指やEBowと呼ばれる装置によって弦を弾く場合が多い。こうした方法によって生成された音に、ソフトウェア上で更に編集・加工を施すことで、複雑で新しいサウンドを作り上げる。 
ジョン・ケージに加えて、彼女は音楽的影響としてトーリ・エイモスとカヨ・ドットを挙げている。

## ディスコグラフィ

### アルバム
- Microcosms（2010年）
- Movement（2011年）
- Optimist（2016年）
- Bloodroot（2017年）
- Ultraviolet（2018年）

### シングル・EP
- Origin EP（2019年）
- WXAXRXP Sesson（2019年）